# Кирил Корчански
Кирил (на гръцки: Κύριλλος, Кирилос) е гръцки духовник, митрополит на Вселенската патриаршия.

## Биография
Роден е в 1763 година в Бер (Верия). Служи в Цариград при Вселенската патриаршия като архидякон. В 1835 година заема митрополитската катедра в Корча. В декември 1845 година е прехвърлен за митрополит на Ганос и Хора. Умира на 11 януари 1847 година на Принцовите острови или през август 1848 година.